# دون باير
دونالد ستيرنوف باير جونيور (بالإنجليزية: Don Beyer)‏ (من مواليد 20 يونيو عام 1950)، هو رجل أعمال أمريكي ودبلوماسي وسياسي عمل كممثل للولايات المتحدة في الدائرة المؤتمرية الثامنة في فرجينيا منذ عام 2015. تقع هذه الدائرة في قلب فرجينيا الشمالية وتشمل الإسكندرية وفولز تشيرش وأرلنغتون. وهو عضو في الحزب الديمقراطي.
يمتلك باير وكالات لبيع السيارات في ولاية فرجينيا ولديه سجل طويل من المشاركة في المجتمع والعمل الخيري. شغل منصب نائب الحاكم رقم 36 لولاية فرجينيا من عام 1990 حتى عام 1998، أثناء إدارات الحاكمين الديمقراطي دوغ ويلدر (1990-1994)، والجمهوري جورج ألين (1994-1998). ورشحه حزبه لمنصب الحاكم في عام 1997، لكنه خسر أمام الجمهوري جيم جيلمور، الذي كان المدعي العام لفرجينيا آنذاك. وشغل منصب سفير الولايات المتحدة في سويسرا وليختنشتاين من عام 2009 حتى عام 2013.
في عام 2014، أعلن باير ترشحه لمقعد في مجلس النواب الأمريكي عن الدائرة المؤتمرية الثامنة في ولاية فرجينيا الذي كان يشغله المتقاعد جيم موران. وقد فاز باير في الانتخابات التمهيدية للحزب الديمقراطي في يونيو عام 2014 بنسبة 45٪ من الأصوات، وهزم الجمهوري ميكا إدموند بنسبة 63٪ مقابل 33٪ في 4 نوفمبر عام 2014.

## نشأته
ولد باير في إقليم ترييستي المستقل، وهو ابن ضابط الجيش الأمريكي دونالد ستيرنوف باير الأب (1924-2017) وزوجته نانسي ماكدونالد (توفيت عام 1999). وكانت جدته كلارا مورتنسون باير رائدة في اقتصاديات العمل وحقوق العمال، وعملت في وزارة العمل في الولايات المتحدة تحت قيادة فرانسيس بيركنز خلال عهد الصفقة الجديدة. كان باير الأكبر بين الأخوة الستة، ونشأ في واشنطن العاصمة، حيث أسس والده سلسلة من وكالات بيع السيارات. وفي عام 1968، تخرج من المدرسة الثانوية في كلية غونزاغا، وكان ترتيبه الثاني على فصله. وفي عام 1972 تخرج من فاي بيتا كابا في كلية ويليامز بتقدير امتياز في الاقتصاد. وحصل باير على منحة دراسية رئاسية في عام 1968، وفاز بمنحة الاستحقاق الوطنية. تخرج من فصل أوتورد باوند الشتوي في كلية دارتموث في يناير عام 1971، والتحق بكلية ويليسلي في ذلك العام كجزء من برنامج (تبادل الكليات 12).

## مشواره المهني في الأعمال

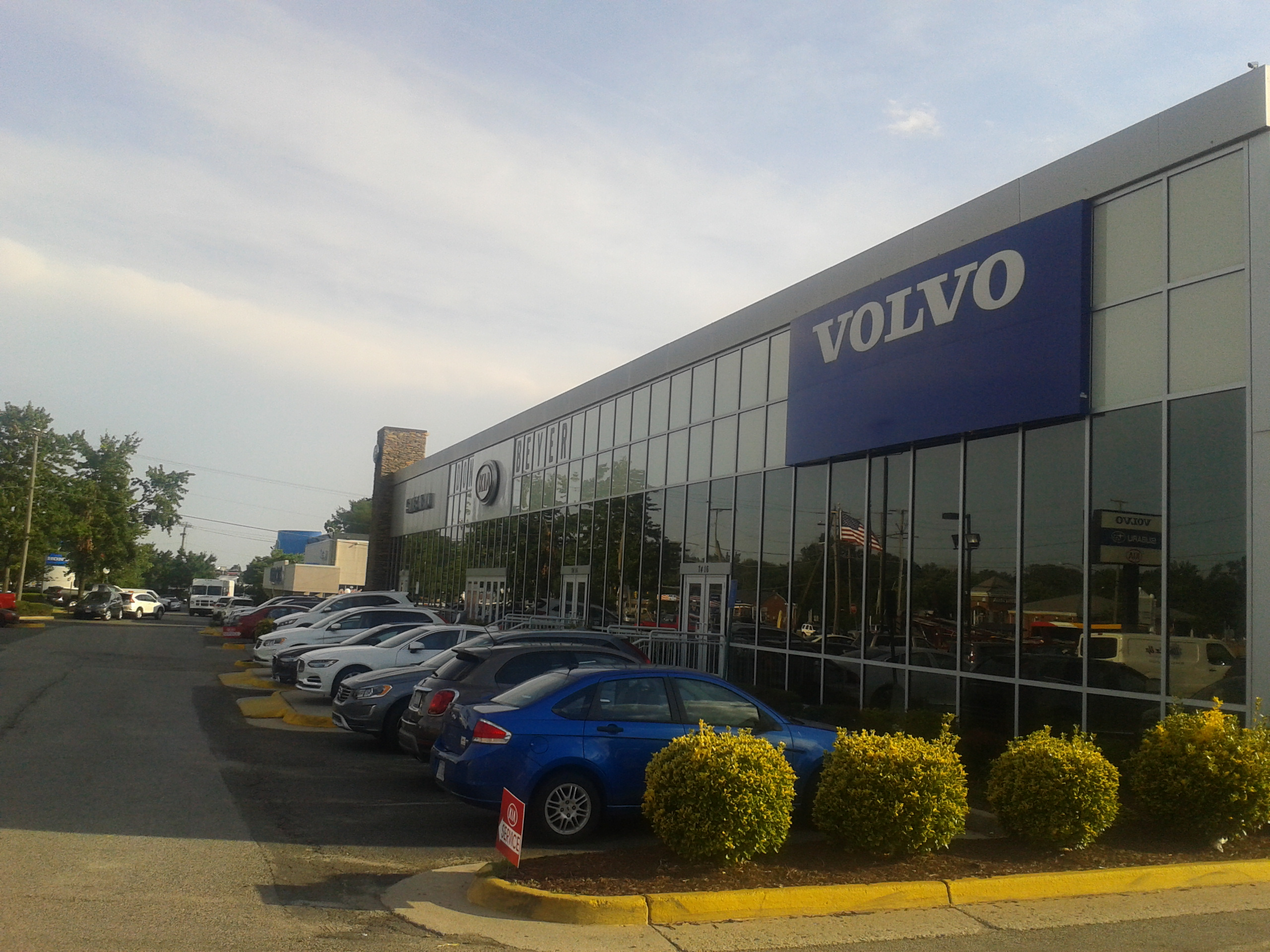
وكالة سيارات "دون باير"

بعد التخرج من الكلية، بدأ باير العمل في وكالة والده لشركة فولفو. في عام 1986، اشترى باير وشقيقه مايكل الشركة من والديهما، وتوسعت مجموعة باير للسيارات لتصبح تسع وكالات لبيع السيارات، بما في ذلك العلامات التجارية فولفو ولاند روفر وكيا وفولكس فاجن وسوبارو.
وكان باير رئيسًا سابقًا للمجلس الاستشاري الوطني لبائعي التجزئة في فولفو. وفي عام 2006، شغل منصب رئيس مجلس إدارة الجمعية الأمريكية الدولية لتجار السيارات. 
عمل كعضو في مجلس إدارة شركة ديموسفير العالمية المدمجة، وهي شركة رائدة في توفير برامج تسجيل كرة القدم. وكان أيضًا عضوًا في مجلس إدارة شركة هيستوري أسوسيتس، والتي تُطلق على نفسها لقب (أفضل شركة في التاريخ). وقد عمل في مجلس فيرجينيا لبنك الاتحاد الوطني الأول، ومجلس إدارة شركة تأمين شينندواه، ومجلس إدارة لايتلي إكسبرسد، شركة تصميم وتصنيع إضاءة الألياف البصرية.

## نشاطه المدني
خلال ما يقرب من عقدين من النشاط المجتمعي، تولى باير أدوارًا قيادية في مجالس إدارة العديد من مؤسسات الأعمال والمنظمات الخيرية والسياسة العامة، وغرفة تجارة مقاطعة فيرفاكس، وجمعية السرطان الأمريكية. وحاز على العديد من الجوائز والأوسمة، مثل الجائزة الكبرى للسلامة على الطرق السريعة من الاتحاد الوطني للسلامة؛ وجائزة جيمس سي ويت جونيور لخدمة أهالي فيرجينيا ذوي الإعاقة؛ وجائزة إيرل ويليامز للقيادة في التكنولوجيا؛ وجائزة توماس جيفرسون لعام 2012 من منظمة المواطنين الأمريكيين في الخارج. وفي عام 2017، حصل على جائزة قادة الديمقراطية من قبل مشروع الديمقراطية في الشرق الأوسط. وفي أبريل عام 2017، حصل أيضًا على جائزة قيادة التكامل المجتمعي للخدمة المجتمعية والعامة من قبل مركز إندبندنس في فرجينيا الشمالية، وجائزة المشاركة المجتمعية من برامج فيليبس للأطفال والعائلات.
ترأس مجلس إدارة مؤسسة الإسكندرية المجتمعية، ومؤسسة مجتمع الإسكندرية، ومجلس وظائف لخريجي فرجينيا، وهو أكبر برنامج للوقاية من التسرب من المدارس الثانوية في الولاية. 
وكان الرئيس السابق لمجلس الشباب من أجل الغد، وهو المنزل السكني لمدرب واشنطن ريدسكينس جو جيبس للمراهقين والمراهقات المضطربين. وقد خدم في مجلس إدارة حملة دي سي لمنع حمل المراهقات. ويعمل حاليًا في مجلس إدارة وظائف لخريجي أمريكا.